# Cloruro di radio
Il cloruro di radio è il sale di radio dell'acido cloridrico. La sua formula chimica è RaCl2.
È stato il primo composto del radio ad essere preparato in stato puro, e fu la base per la separazione originale del radio dal bario effettuata da Marie Curie ed Andre Debierne. La prima preparazione del radio metallico venne fatta per elettrolisi di una soluzione di cloruro di radio usando un catodo di mercurio.

## Preparativa
Il cloruro di radio cristallizza da soluzione come diidrato. Può essere disidratato per riscaldamento a 100 °C in aria per un'ora seguito da 5 ore e mezza a 520 °C sotto argon. Se si sospetta la presenza di altri anioni, la disidratazione può essere effettuata per fusione sotto cloruro di idrogeno.